# Sebastapistes ballieui
Sebastapistes ballieui és una espècie de peix pertanyent a la família dels escorpènids.

## Descripció
- Fa 11,7 cm de llargària màxima.[6][7]

## Hàbitat
És un peix marí, associat als esculls de corall i de clima tropical que viu entre 1-11 m de fondària.

## Distribució geogràfica
Es troba al Pacífic oriental central: les illes Hawaii i Midway.

## Observacions
És inofensiu per als humans.